# 无产政党
无产政党（日语：／）是第二次世界大战结束前日本合法社会主义政党的总称。它们自称代表无产阶级的利益，以对抗有产阶级。当时，日本共产党等共产主义政党和社会主义政党被法律视为非法。根据治安警察法的规定，共产主义政党和社会主义政党若以结社形式登记就会被立即禁止。因此，人们使用“无产”一词来指代此类政党，以避免使用“共产主义”或“社会主义”等受限的名称。
“无产政党”在现代多被视为社会民主主义政党，包括劳动农民党、社会大众党等全国性政党，也包括千叶劳农党、岩手无产党等地方性政党。在无产政党分裂时期，日本出现了30多个类似的政党。

## 部分无产政党
- 车会党
- 社会民主党
- 日本社会党
- 劳动农民党
- 劳动者农民党
- 劳农党
- 全国大众党
- 社会大众党